# Médina (Dakar)
Médina ist einer der 19 Stadtbezirke der Metropole Ville de Dakar, der Hauptstadt Senegals mit dem Status einer Gemeinde (commune).

## Geografie
Médina liegt im Südwesten der Cap-Vert-Halbinsel. Der Stadtbezirk erstreckt sich kompakt von der Ostseite der Bucht von Soumbedioune im Südwesten Bis zur A1 nach Nordosten. Benachbart sind im Uhrzeigersinn die Stadtbezirke Gueule Tapée-Fass-Colobane im Nordwesten und Norden, Hann-Bel Air im Nordosten sowie im Südosten Dakar Plateau, das Zentrum der Metropole.
Der Stadtbezirk Médina zeigt städtebaulich ein einheitliches schachbrettartiges Straßenmuster, das sich an den Nordwesten des Stadtzentrums anschließt. Nicht diesem Muster folgen nur zwei Magistralen, die ihn vom Zentrum aus durchqueren. Das ist zum einen die Corniche ouest, die dem Verlauf der Küste folgt. Und dann teilt die Avenue du General de Gaulle auf ihrem Weg nach Norden die Südspitze der Cap-Vert-Halbinsel etwa mittig in eine West- und eine Osthälfte. Eine dritte Magistrale, die Avenue Blaise Diagne, fortgesetzt in der Avenue Cheikh Anta Diop (früher: Route de Ouakam), folgt streng dem Schachbrettmuster mitten durch Médina und verbindet die Stadtbezirke der Westküste untereinander.
Der Stadtbezirk hat eine Fläche von 2,339 km². Er ist fast vollständig bebaut und sehr dicht besiedelt. Eine Ausnahme bildet namentlich nur der Küstenstreifen, wo auch der größte innenstadtnahe Friedhof liegt, der muslimische rund zwölf Hektar große Cimetière de Soumbédioune.

## Geschichte
Im Jahr 1996 wurde Médina als commune d’arrondissement im Arrondissement de Dakar Plateau zu einem Stadtbezirk der Metropole Ville de Dakar. Im Jahr 2014 erhielt der Stadtbezirk, wie in Senegal alle communes d'arrondissement, den landesweit einheitlichen Status einer Gemeinde (commune).

## Bevölkerung
Die letzten Volkszählungen ergaben für den Stadtbezirk jeweils folgende Einwohnerzahlen:
| Jahr | Einwohner |
| ---- | --------- |
| 1988 | …         |
| 2002 | 129.470   |
| 2013 | 81.982    |
| 2023 | 82.544    |

## Infrastruktur und Kultur
Zum Stadtbezirk Médina zählt das touristisch bedeutsame Kunsthandwerkerdorf Village artisanal de Soumbedioune an der Ostseite der Bucht von Soumbedioune. Die verkehrsreiche Corniche ouest ist in Höhe dieser Einrichtung unterirdisch eingehaust.
In Médina selbst gibt es keinen Anschluss an die Autoroute 1, die von der Innenstadt zu dem neuen Flughafen Dakar-Blaise Diagne führt. Die nächstgelegenen Zufahrten sind jedoch nicht weit entfernt. Eine liegt im Stadtzentrum am Beginn der A1 und die nächste in Colobane.